# Septembre 1939
Les événements suivis de  sont détaillés dans l'article Septembre 1939 (Seconde Guerre mondiale).

## Événements
- À Paris et à Londres, notamment, les monuments se parent de leurs couleurs de guerre à grand renfort de sacs de sable afin de préserver au mieux le patrimoine. Les plus grands chefs-d'œuvre des musées français sont également mis à l'abri.

- 1er septembre : 
  - Les troupes allemandes et slovaques attaquent la Pologne sans déclaration de guerre. 
    - Campagne de Pologne - Fall Weiss (1939) : Pratiquant pour la première fois la “guerre éclair” (Blitzkrieg) avec intervention massive des chars et de l’aviation, la Wehrmacht submerge en un peu plus de deux semaines la Pologne occidentale. Surprise avant d’avoir achevé sa mobilisation et très inférieure en potentiel militaire, l’armée polonaise est écrasée.

  - Bataille au large de Hel.
  - La France et le Royaume-Uni laissent une dernière chance à l’Allemagne de retirer ses troupes avant le 3 septembre. L’Allemagne rejette l’ultimatum.
  - Création au Royaume-Uni des ministères de l’Approvisionnement, de la Guerre économique, de la Nourriture et de la Navigation.
  - La Norvège, la Finlande et la Suisse se déclarent neutres. L'Italie déclare sa non-belligérance.
  - les gouvernements français et britannique déclarent la mobilisation générale.
  - L'aviation allemande utilise des avions de divers types : Heinkel He 111, Dornier Do 17, Junkers Ju 87 et des Messerschmitt Bf 109 et Messerschmitt Bf 110.

- 2 septembre : 
  - Le Royaume-Uni et la France adressent un ultimatum commun à l'Allemagne, exigeant des troupes allemandes l'évacuation du territoire polonais dans un délai de 12 heures ;
  - Mussolini déclare la neutralité italienne ; l'Irlande déclare également sa neutralité ;
  - le gouvernement suisse ordonne une mobilisation générale de ses forces ;
  - la Loi nationale de service (forces armées) est votée au Royaume-Uni.
  - Les chambres françaises votent les crédits de guerre.

- 3 septembre : 
  - Hitler rejette l'ultimatum allié ;
  - le Royaume-Uni (à 11 heures), l'Australie, la Nouvelle-Zélande et la France (à 17 heures) déclarent la guerre à l'Allemagne ;
  - la Belgique déclare sa neutralité pendant que le roi Léopold III assume personnellement le commandement des forces armées belges ; la mobilisation générale est déclarée, 650 000 hommes doivent rejoindre leurs unités.
  - Début de la bataille de l'Atlantique (fin en 1945) : le navire de transport de passagers SS Athenia effectuant la traversée de Glasgow à Montréal est coulé par un sous-marin U-30 .
  - Début de la Drôle de guerre (fin le 11 mai 1940).
  - La Yougoslavie se proclame neutre.
  - L’Inde britannique est impliquée dans le conflit mondial aux côtés du Royaume-Uni. Le vice-roi Lord Linlithgow déclare la guerre à l’Allemagne sans avoir consulté l’Assemblée législative. Le Parti du Congrès est prêt à soutenir la Grande-Bretagne dans la mesure où des progrès significatifs seraient accomplis. Londres répond en promettant le statut de dominion.
    - L’armée indienne participera à plusieurs campagnes (Guerre du désert, campagne d'Afrique orientale, guerre anglo-irakienne, invasion anglo-soviétique de l'Iran) dans lesquels elle jouera un rôle majeur. 180 000 soldats indiens seront victimes de la Seconde Guerre mondiale.

  - Le roi Mohammed Zaher Chah proclame la neutralité de l’Afghanistan.
  - À la déclaration de guerre, l'armée de l'air française comprend alors 117 groupes et 17 escadrilles.

- 4 septembre :  
  - La Royal Air Force attaque la flotte allemande à Wilhelmshaven et bombarde le canal de Kiel .
  - James B. Hertzog proclame la neutralité de l’Afrique du Sud dans le conflit.
  - Le Népal déclare la guerre à l'Allemagne à peine 24 heures après la France

- 5 septembre : 
  - Les États-Unis déclarent leur neutralité.
  - Démission du cabinet Hertzog. Les démocrates libéraux de Jan Smuts fondent un nouveau gouvernement en Afrique du Sud et déclarent la guerre à l’Allemagne.
  - les troupes françaises commencent une offensive mineure vers Sarrebruck pour tenter de soulager la Pologne par une diversion à l'ouest .

- 6 septembre : 
  - L'Afrique du Sud déclare la guerre à l'Allemagne.
  - L'Espagne déclare sa neutralité, mais Franco donne un engagement secret à Hitler pour faciliter la cause de l'Axe.
  - Attaque tactique des Français au sud de Pirmasens pour s'assurer une bonne position face à la Ligne Siegfried .
  - Les troupes allemandes s’emparent de Cracovie.

- 7 septembre :  l'acte national d'enregistrement est voté au Royaume-Uni, créant des cartes d'identité et permettant au gouvernement de réquisitionner le travail.

- 7 - 21 septembre : offensive de la Sarre.

- 9 septembre : 
  - Les troupes allemandes approchent de Varsovie .
  - Les forces françaises entrent en Allemagne.

- 10 septembre : le Canada entre dans la Seconde Guerre mondiale aux côtés de la Grande-Bretagne (42 042 victimes et 100 000 blessés). Le premier ministre Mackenzie King promet d’éviter la conscription.

- 13 septembre : 
  - Succès de l'attaque tactique française débutée le 6 ; la résistance allemande fut quasi inexistante .

- 14 septembre : premier vol captif du Vought-Sikorsky 300.

- 16 septembre : Varsovie est encerclée par l'armée allemande .

- 17 septembre : 
  - Invasion de la Pologne orientale par l'Union Soviétique .
  - Le gouvernement polonais se replie en Roumanie où ses membres sont assignés à résidence.

- 17 septembre - 6 octobre : victoire des troupes chinoises sur le Japon à la bataille de Changsha

- 24 septembre : premier vol du bombardier lourd britannique Handley Page Halifax.

- 26 septembre : décret de dissolution du Parti communiste français. Les élus membres du PCF sont démis de leurs fonctions.

- 27 septembre :
  - Reddition de Varsovie ; le siège de la capitale polonaise a fait 10 000 morts et 50 000 blessés .
  - Le Royaume de Roumanie accueille le gouvernement de Varsovie en exil avec 100 000 réfugiés et les réserves d’or de la Banque nationale. Ils peuvent rejoindre la France puis l’Angleterre (1940), ce qui provoque la colère de Berlin qui fait abattre par la Garde de fer le Premier ministre Armand Călinescu à Bucarest le 29 septembre.

- 28 septembre : 
  - Le gouvernement polonais en exil s'installe à Paris.
  - Pacte d'amitié germano-soviétique entérinant le partage de la Pologne. L'État polonais disparu, la ligne de démarcation germano-soviétique est la nouvelle frontière entre les deux pays.
  - L’URSS signe avec l’Estonie un traité d’assistance mutuelle.

- 29 septembre : 
  - la Pologne est partagée entre l'URSS et l'Allemagne . L'armée polonaise continue de se battre sur deux fronts au sud-est de Lublin.

- 30 septembre : 
  - Władysław Raczkiewicz devient président de la République de Pologne en exil et nomme le général Władysław Sikorski à la tête du gouvernement polonais en exil.

## Naissances
- 1er septembre : Jake Epp (en), homme politique canadien.
- 2 septembre : 
  - Henry Mintzberg, économiste et sociologue canadien.
  - Jack Lang, homme politique français, ministre de la Culture sous la présidence de François Mitterrand.
  - Henri Tachan, auteur-compositeur-interprète français († 16 juillet 2023).
- 5 septembre : 
  - Clay Regazzoni, pilote automobile suisse, qui disputa 132 Grands Prix de Formule 1 de 1970 à 1980 († 15 décembre 2006).
  - George Lazenby, acteur et mannequin australien, interprète de James Bond en 1969.
- 6 septembre : Vincent La Soudière, poète français († 6 mai 1993).
- 7 septembre : S. David Griggs, astronaute américain († 17 juin 1989).
- 9 septembre : Reuven Rivlin, homme d'État israélien et Président de l'État d'Israël de 2014 à 2021.
- 11 septembre : Charles Geschke, informaticien américain († 16 avril 2021).
- 13 septembre : Richard Kiel, acteur, scénariste et producteur de cinéma américain († 10 septembre 2014).
- 14 septembre :
  - Peter Machac, acteur et animateur de radio et de télévision autrichien.
  - John McKibbon, basketteur canadien.
  - Pierluigi Pizzaballa, joueur de football international italien.
  - Paul Gillan Risser, écologue et universitaire américain († 10 juillet 2014).
  - Mary Twala, actrice sud-africaine († 4 juillet 2020).
- 15 septembre : Ron Walker, homme d'affaires et homme politique australien († 30 janvier 2018).
- 16 septembre : 
  - Yaakov Neeman, avocat et homme politique israélien († 1er janvier 2017).
  - Breyten Breytenbach, peintre et écrivain sud-africain et français († 24 novembre 2024).
- 17 septembre : Mariano Díaz, coureur cycliste espagnol († 5 avril 2014).
- 18 septembre : Frankie Avalon, chanteur américain.
- 19 septembre : Willy Derboven, coureur cycliste belge († 22 novembre 1996).
- 21 septembre : Pierre Lieutaghi, écrivain et ethnobotaniste français († 14 novembre 2023).
- 22 septembre : 
  - Alla Sizova, danseuse de ballet russe († 23 novembre 2014).
  - Junko Tabei, alpiniste japonaise († 20 octobre 2016).
- 23 septembre : Joan Hanham, pair à vie britannique.
- 25 septembre : 
  - Leon Brittan, homme politique britannique († 21 janvier 2015).
  - Arthur Tchilingarov, personnalité politique russe († 1er juin 2024).
- 26 septembre :
  - Michel Doublet, homme politique français († 18 août 2022).
  - Annick Gendron, peintre française († 22 octobre 2008).
  - Vittorio Sermonti, écrivain italien († 23 novembre 2016).
- 27 septembre :
  - Renate Schroeter, actrice allemande († 3 avril 2017).
  - Mustapha Tounsi, haut-fonctionnaire et écrivain algérien († 23 juillet 2018).
- 28 septembre : Rrok Mirdita, prélat catholique, primat d'Albanie († 7 décembre 2015).
- 29 septembre :
  - Rhodri Morgan, homme d'État gallois († 17 mai 2017).
  - Art Williams, joueur de basket-ball américain († 27 septembre 2018).
- 30 septembre : Len Cariou, acteur canadien.

## Décès
- 18 septembre : Witkacy, philosophe, pamphlétaire, peintre, photographe et romancier polonais (° 24 février 1885).
- 23 septembre : Sigmund Freud, philosophe, psychanalyste et neurologue autrichien